# Convento de Jesús del Monte

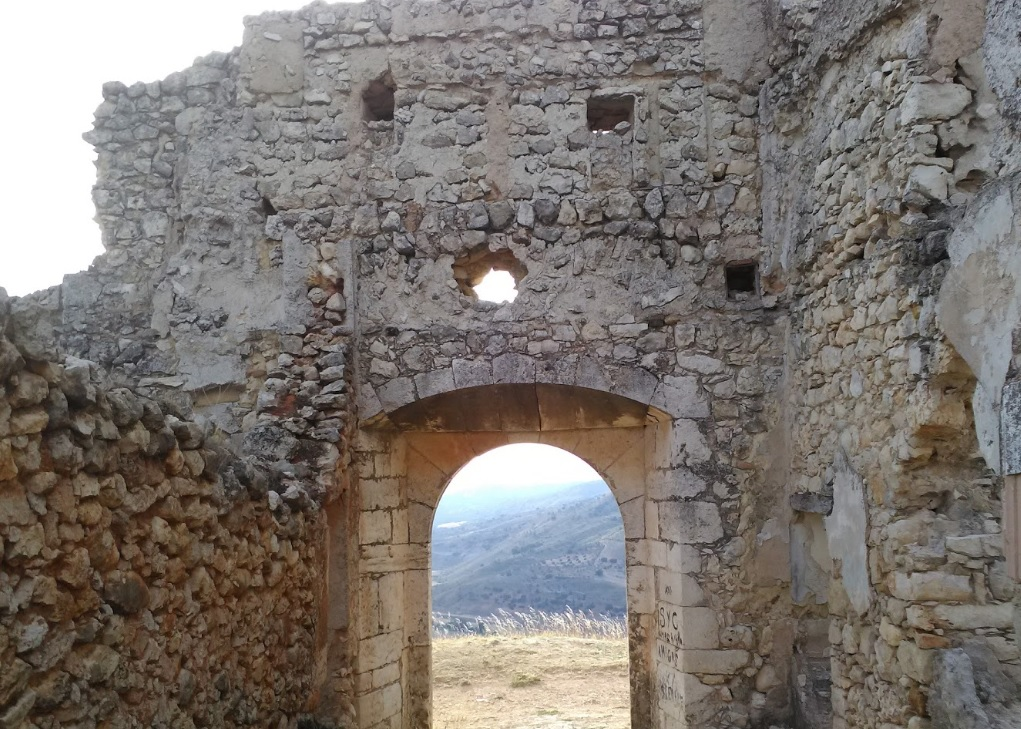
Interior de la antigua iglesia

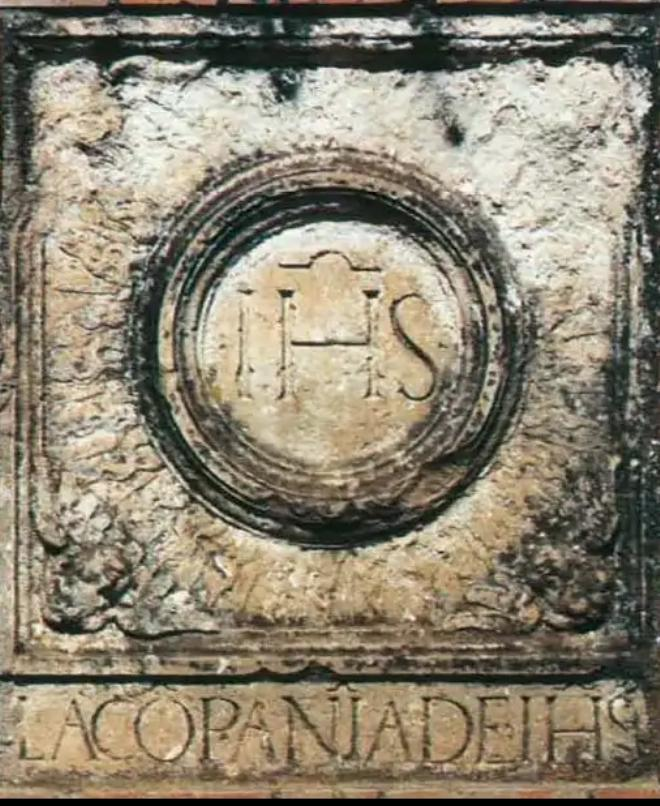
Escudo original de la Casa de Jesús del Monte, desmontado y trasladado al colegio jesuita de Alcalá a mediados del siglo XX

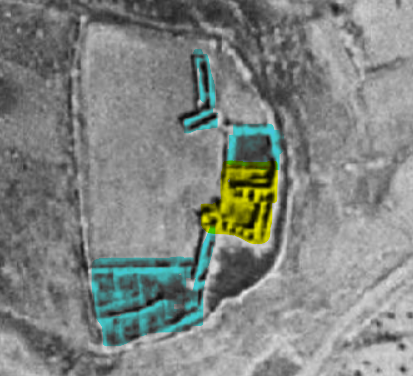
Planta del edificio en 1946 (Vuelo Americano, Instituto Geográfico Nacional). En azul, la ampliación jesuita del, en amarillo, partes reaprovechadas de la construcción medieval.

El convento de Jesús del Monte es un edificio en ruinas de la localidad española de Loranca de Tajuña, en la provincia de Guadalajara. Abandonado en la segunda mitad del siglo XVIII, el convento había sido casa de retiro y residencia de verano de los jesuitas de Alcalá de Henares, albergando también una reseñable biblioteca (actualmente incluida en la Universidad Complutense de Madrid) y una buena colección de arte sacro.

## Descripción
Construido en 1558 en una posición dominante sobre la población de Loranca de Tajuña, aprovechando una antigua ermita dedicada a Santo Domingo y un pequeño cenobio anexo de origen medieval. Se encuentra en completo estado de ruina aunque todavía conserva parte de la fachada principal y se distingue la distribución interior. También se conserva parte del sótano, la bodega y algunas tinajas, el lagar y restos de canalizaciones superficiales de agua así como su aljibe. 
La casa se articulaba en torno a dos patios o claustros, con la iglesia en medio, donde se distribuían las siguientes dependencias: "Un pórtico de piedra labrada con arcos y bóvedas; en la planta baja 32 aposentos, iglesia, sacristía, dos cocinas, dos sótanos, tres cuadras, pajares, esquileos y dos corrales; dos patios con zaguanes y galerías construidos con columnas y arcos, con un aljibe con gran cabida para las aguas de lluvia".
Uno de los claustros renacentistas era obra de Bartolomé de Sicilia y se encontraba porticado y soportado por columnas jónicas. 
Parte de los materiales de construcción se encuentran en la actual casa de la cultura de Loranca de Tajuña (la portada renacentista de la hacienda) y algunas columnas de su claustro se encuentran en el Palacio Laredo en la ciudad próxima de Alcalá de Henares. Otros restos menores tales como libros, puertas, contraventanas y dinteles están integrados en numerosas casas de la localidad tras la expulsión de los jesuitas. Una de sus más bellas obras de arte, el cuadro de santa Cecilia perteneciente a la escuela madrileña del siglo XVII, se encuentra en la actualidad en la parroquia de Loranca de Tajuña.

## Historia

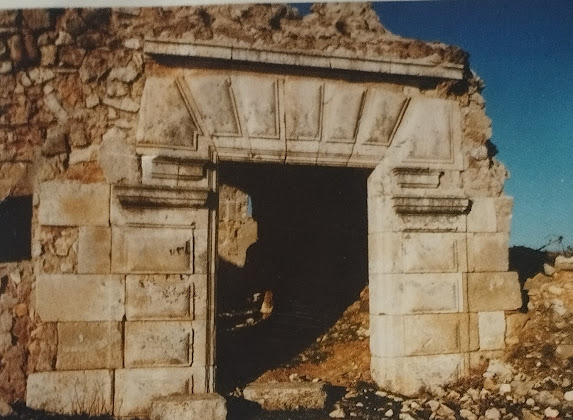
Puerta de la hacienda de Jesús del Monte, que se situaba al oeste del edificio. Desmontada en el año 2005 y trasladada a la casa de la cultura de Loranca de Tajuña.

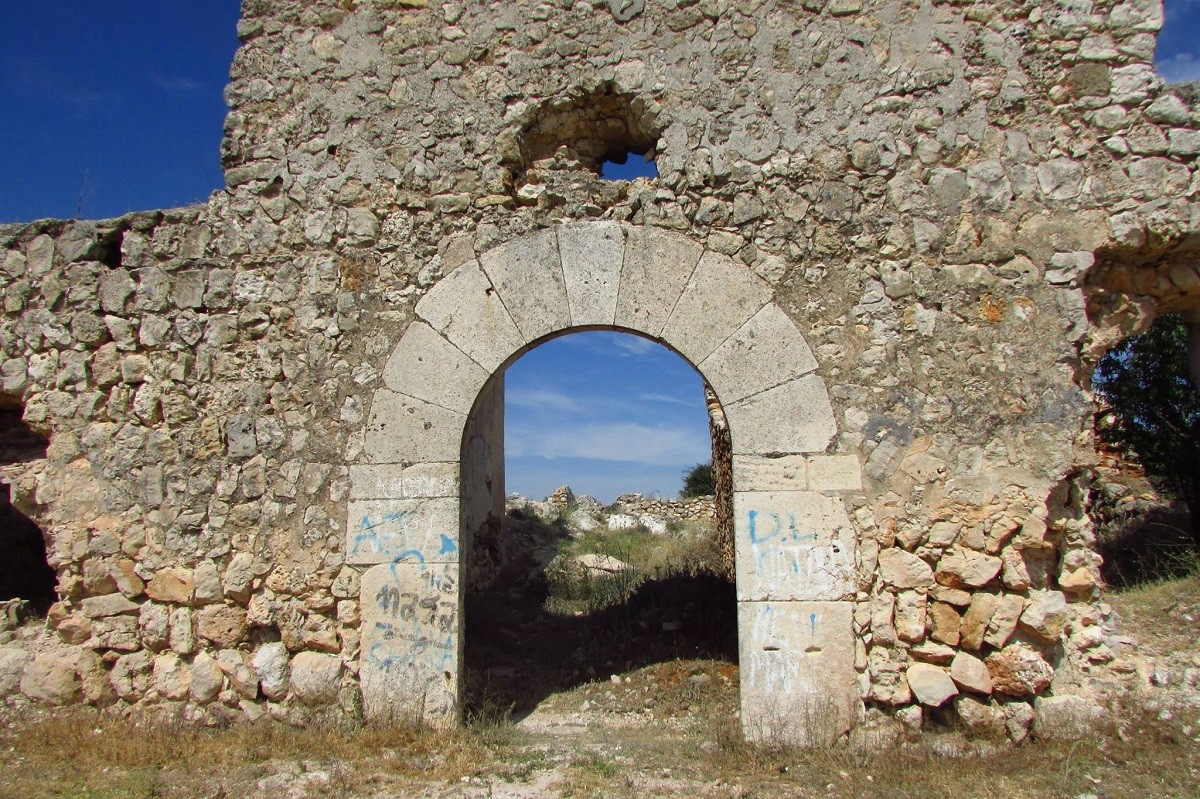
Fachada principal

En el año de 1558 el cabildo de San Justo de Alcalá traspasa el antiguo cenobio medieval y su ermita a la Compañía de Jesús, tomando posesión los padres jesuitas el día 29 de ese mismo año, tal y como atestigua la bula papal conservada en el Archivo Histórico Nacional. Las primeras intervenciones adaptan la antigua ermita de Santo Domingo, se construye el claustro renacentista y se instala su bellísima portada adintelada de cuarterones almohadillados. Además, se construye un poblado para la servidumbre y trabajadores de la hacienda en el cercano Robledal de las Cabañas, conocido como "El Val".
Sus 200 años de historia estuvieron marcados por una intensa labor cultural unida a su función como casa de retiro de su Colegio en Alcalá de Henares, llegando a poseer una prolífica biblioteca y dio cobijo y asilo a ilustres padres jesuitas que también desempeñarían una acción decisiva en las Américas. Recientes investigaciones, sitúan al propio Miguel de Cervantes como huésped durante su etapa de estudiante con la Compañía de Jesús.
Debió tener varios usos pues aparece descrito como convento y casa de retiro, pero también hay referencias a esta edificación como colegio e incluso como penitenciaría. Tuvo una gran importancia económica en la comarca —como lo atestiguan las referencias a préstamos que llegó a realizar a localidades de la zona— hasta la expulsión de la Compañía de Jesús en 1767 por Carlos III. La edificación quedó definitivamente abandonada en 1773.
En este convento permanecieron las reliquias de santa Leocadia durante siete meses, entre el 12 de septiembre de 1586 y el 21 de abril de 1587, como parte de su periplo de regreso a España desde Amberes hasta Toledo. También aquí pasó sus últimos días el jesuita, teólogo y metafísico Gabriel Vázquez hasta su fallecimiento el 23 de septiembre de 1604. De la influencia de este convento en la vida de Loranca de Tajuña ha quedado el símbolo de la Compañía de Jesús, un sol con la inscripción IHS, sobre el escudo heráldico de este municipio.
A mediados del siglo XX, la Compañía de Jesús trasladó el escudo de la casa a su colegio de Alcalá.
Durante los siglos XX y XXI ha sufrido el constante expolio de sus piedras para la construcción de chalets.
Pertenece, desde el año 2018, a la Lista Roja del Patrimonio de Hispania Nostra.